# Colima (město)
Colima je hlavní město státu Colima. K roku 2020 ve městě žilo 146 965 obyvatel. Leží nedaleko sopky Colima. Založeno bylo 20. ledna 1523.
V roce 2011 označil deník spadající pod Financial Times město jako nejlepší malé měato k životu a 10. nejlepší město k životu v Latinské Americe. V roce 2022 bylo ale město označeno jako jedno z měst s nejvyšší mírou vražd na obyvatele na světě.